# Arget
Arget is een gemeente in het Franse departement Pyrénées-Atlantiques (regio Nouvelle-Aquitaine) en telt 93 inwoners (2009). De plaats maakt deel uit van het arrondissement Pau.

## Geografie
De oppervlakte van Arget bedraagt 4,0 km², de bevolkingsdichtheid is dus 23,3 inwoners per km².
De onderstaande kaart toont de ligging van Arget met de belangrijkste infrastructuur en aangrenzende gemeenten.

## Demografie
Onderstaande figuur toont het verloop van het inwonertal (bron: INSEE-tellingen).